# Geely Panda Mini EV

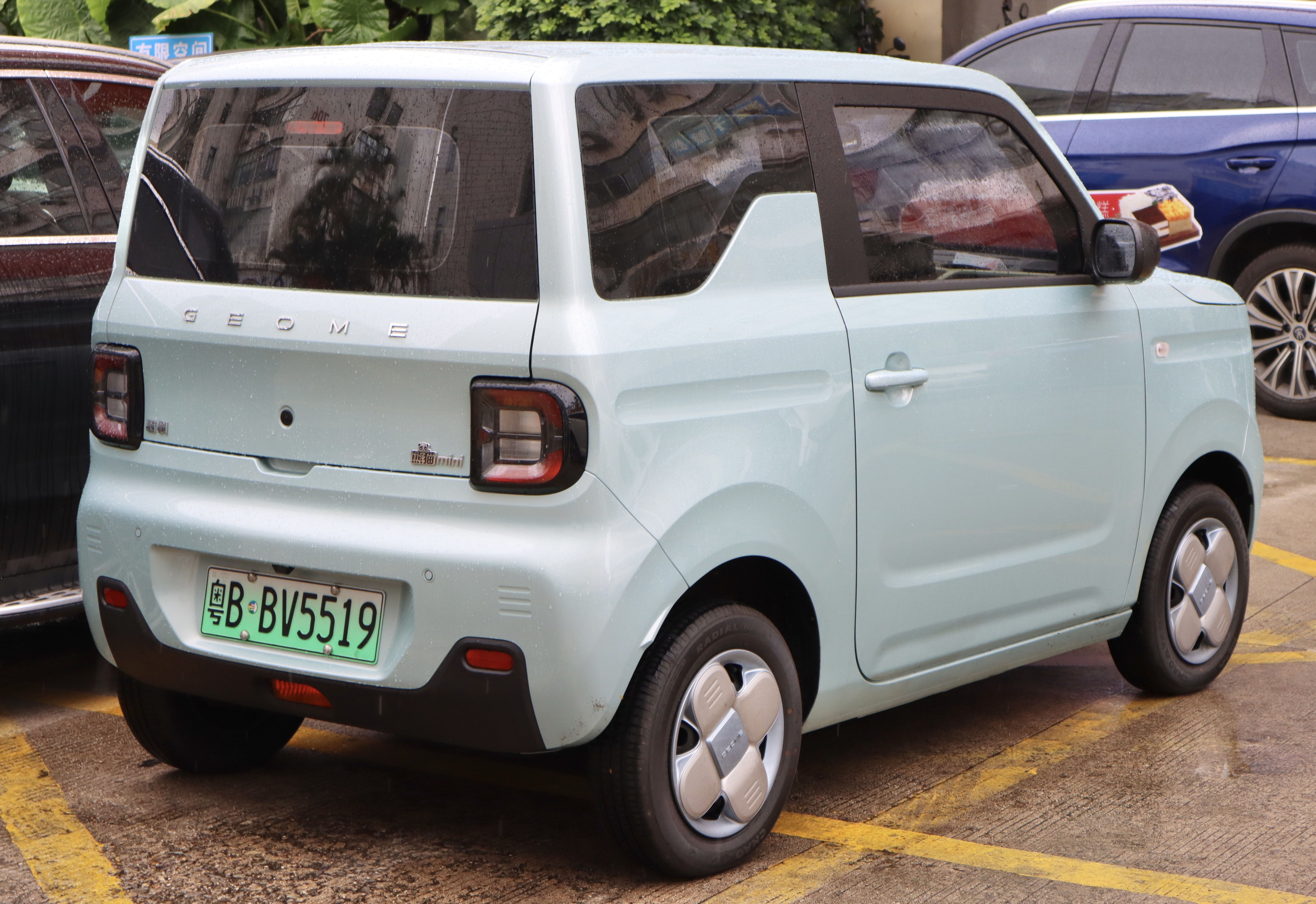
Вид сзади

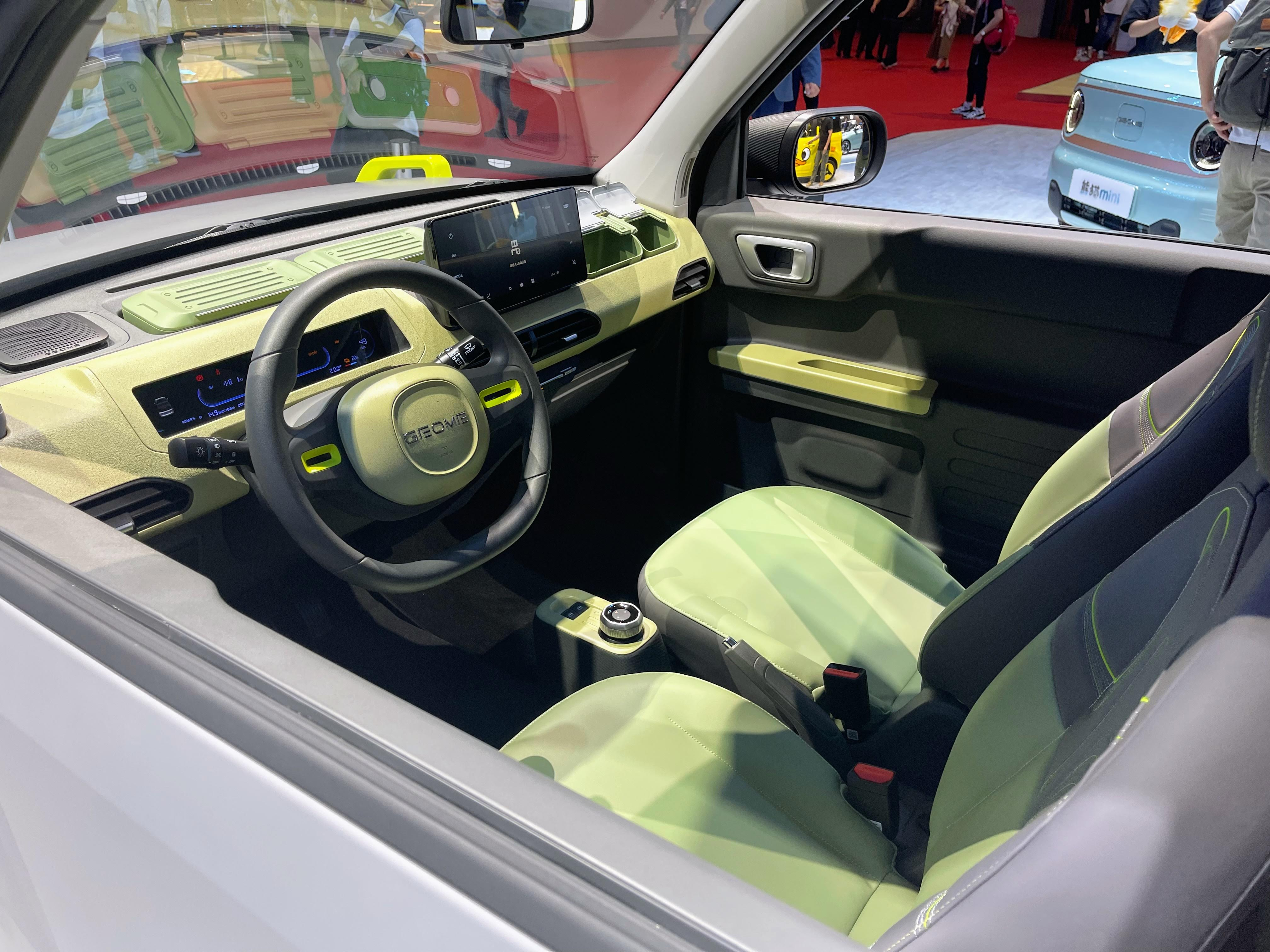
Интерьер

Geely Panda Mini EV — электромобиль, выпускаемый китайской компанией Geely под брендом Geometry с 2022 года.

## Описание
Замеченный на серии фотографий Министерства промышленности и информационных технологий КНР, Panda имеет квадратную форму, похожую на Wuling Hongguang Mini EV. Радиаторная решётка отсутствует.
Серийно автомобиль выпускается с февраля 2023 года. Автомобиль Geely Panda Mini EV оснащён аккумуляторами LFP, который поставляется компанией Guoxuan Hi-Tech. По циклу CLTC запас хода составляет 120—200 км, в зависимости от модификации.
От 30 до 80% аккумулятор заряжается за 30 минут. Самый топовый вариант оснащается электродвигателем мощностью 41 л. с. и крутящим моментом 110 Н⋅м. Ёмкость аккумулятора составляет 17,03 кВт•ч. Также существует внедорожник на базе Geely Panda Mini EV.